# インド西部地震
インド西部地震（インドせいぶじしん）は、2001年1月26日にインド西部グジャラート州カッチ県で発生した大地震。グジャラート地震とも呼ばれる。

## 概要
この地震は内陸地殻内地震であり、規模はモーメントマグニチュード7.7 (リヒタースケールでは6.9)、震源の深さは約16kmであった。死者2万人以上、負傷者15万人以上が出たほか、数十万人が家を失い、100万棟以上の建物が倒壊または損傷した。
インド政府は、復興を急いだため各国から支援を積極的に要請したが、それが仇となり、違法建設などでギャングの勢力を強める結果となってしまった。そのため、インドは2004年のスマトラ島沖地震で津波による被害を受けたが、支援を拒否し、逆に他の被災国を支援する側に回った。
この地震はインドプレート内で起き、プレート内地震としては世界最大級だと言われている。